# Copa Bicentenario (Perú)
La Copa Bicentenario fue un torneo de fútbol con formato de copa nacional que se jugaba en Perú y era organizado por la Federación Peruana de Fútbol. Tuvo como participantes a los equipos que conforman la Liga de Fútbol Profesional en sus dos ligas principales: Liga 1 y Liga 2.
Iniciaba en junio (una vez terminado el Torneo Apertura de la Liga 1). El campeón de este torneo obtenía un cupo a la Primera Fase de la Copa Sudamericana y a la Supercopa de Perú. Se formalizó el año 2019, tras confirmarse el nuevo formato de la Liga Profesional que promulgó la FPF a través de la Comisión Organizadora de Competiciones.
El último campeón del torneo es Sporting Cristal que superó al Carlos A. Mannucci en la Final del 2021, obteniendo su primer título.
En 2023, la Federación Peruana de Fútbol confirmó que ya no se realizaría más ediciones de este torneo, y a partir de 2024 crearía una nueva Copa nacional, que clasificaría directamente a la Copa Libertadores al campeón.

## Historia

### Antecedentes
En 1970, se jugó una copa nacional con el nombre de Copa Presidente de la República siendo el campeón Universitario de Deportes al ganarle la final a FBC Melgar por 4-0.
En 2011, se propuso jugar una copa nacional durante la participación de la selección peruana en la Copa América 2011, así se creó la Copa Inca, la jugaron los equipos que pertenecen a los 3 sistemas de ligas: de la Primera y Segunda División profesionales y de Copa Perú. En esta edición, José Gálvez fue el campeón al vencer al Sport Ancash en la final por penales.

En 2014, se desarrolló la siguiente edición de la Copa Inca, como copa nacional con un sistema de eliminación directa entre equipos de la Primera División, siendo el campeón Alianza Lima al ganarle la final a la USMP por penales.

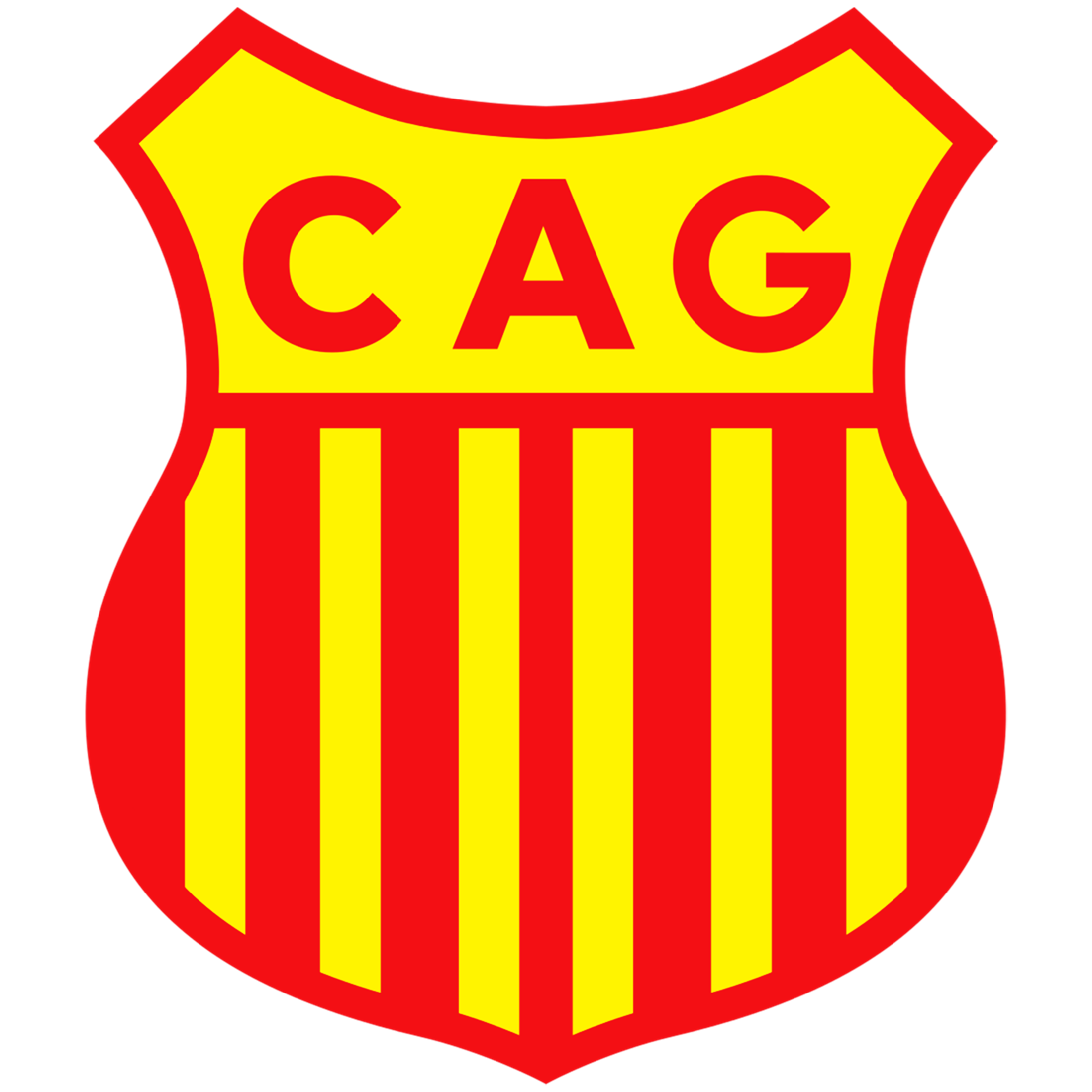
Atlético Grau, primer campeón del torneo.

### Liga Profesional
Con la creación de la Liga Profesional se tomó la decisión de fortalecer la Liga 2 con la posibilidad de enfrentar a los equipos de la Liga 1 y de una clasificación a un torneo Conmebol. Y así la Comisión Organizadora de Competiciones decidió crear una copa que integre a los equipos de ambas ligas profesionales y que llevara en su nombre la palabra "Bicentenario" en honor al Bicentenario de la Independencia del Perú en 2021.

### Ediciones
En la primera edición del certamen, el sorprendente Atlético Grau de la 2.ª división, se proclamó campeón del torneo contra el Sport Huancayo, el equipo de Piura llegó a la Final luego de quedar 2.º en el Grupo A con 7 puntos, luego superó al UTC y Sporting Cristal, rivales de primera, por la vía de los penales, y en las semifinales goleó al Deportivo Coopsol con un 7-2 en el global, ya en la Final empató 0-0 con el "Rojo Matador" y en los penales lo superó por 4-3.
Luego de no disputarse la edición del 2020, en la edición 2021, el Sporting Cristal logró campeonar en la edición del Bicentenario del Perú, empezó superando al Cusco FC, luego al Ayacucho FC y finalmente al Unión Comercio, ya en la Final superó al Carlos Mannucci por 2-1, siendo hasta la actualidad el último campeón del torneo.

## Sistema
|                            |                            | Datos | Equipos que entran en esta fase              |
| -------------------------- | -------------------------- | --- | -------------------------------------------- |
| Primera Ronda (32 equipos) | Primera Ronda (32 equipos) | - La cantidad de participantes dependerá de cuantos clubes conforman la Liga Profesional en cada temporada. - Se disputan eliminatorias en partidos de ida y vuelta. | - Los equipos de la Liga 1 y Liga 2          |
| Fase final (16 equipos)    | Fase final (16 equipos)    | - Los Octavos, Cuartos y Semis, se juegan a series de eliminación en partidos de ida y vuelta - La Final se juega en partido único en campo neutral.                 | - 16 equipos clasificados de la Primera Fase |

## Ediciones
| Edición | Campeón                                                                                                   | Resultado                                                                                                 | Subcampeón                                                                                                | Estadio Sede de la Final                                                                                  |
| ------- | --- | --- | --- | --- |
| 2019    | Atlético Grau                                                                                             | 0 – 0 (prórroga) (4 - 3) (penales)                                                                        | Sport Huancayo                                                                                            | Estadio Miguel Grau, Callao                                                                               |
| 2020    | Suspendida por la Pandemia de COVID-19.                                                                   | Suspendida por la Pandemia de COVID-19.                                                                   | Suspendida por la Pandemia de COVID-19.                                                                   | Suspendida por la Pandemia de COVID-19.                                                                   |
| 2021    | Sporting Cristal                                                                                          | 2 – 1 | Carlos A. Mannucci                                                                                        | Estadio Alejandro Villanueva, Lima                                                                        |
| 2022    | Cancelada por decisión de la Federación Peruana de Fútbol por falta de fechas para disputar sus partidos. | Cancelada por decisión de la Federación Peruana de Fútbol por falta de fechas para disputar sus partidos. | Cancelada por decisión de la Federación Peruana de Fútbol por falta de fechas para disputar sus partidos. | Cancelada por decisión de la Federación Peruana de Fútbol por falta de fechas para disputar sus partidos. |

## Palmarés
Un total de 2 clubes han sido campeones del torneo de los 33 equipos que alguna vez han participado en el campeonato, siendo Lima y Piura las únicas regiones con algún campeón y las regiones de Junín y La Libertad con los únicos subcampeones.
| Equipo             | Títulos | Subcampeón | Años campeonatos | Años subcampeonatos |
| ------------------ | ------- | ---------- | ---------------- | ------------------- |
| Sporting Cristal   | 1       | -          | 2021             | -                   |
| Atlético Grau      | 1       | -          | 2019             | -                   |
| Sport Huancayo     | -       | 1          | -                | 2019                |
| Carlos A. Mannucci | -       | 1          | -                | 2021                |

### Títulos por región
| Región      | Títulos | Subcamp. | Clubes campeones | Clubes subcampeones |
| ----------- | ------- | -------- | ---------------- | ------------------- |
| Lima        | 1       | -        | Sporting Cristal | -                   |
| Piura       | 1       | -        | Atlético Grau    | -                   |
| Junín       | -       | 1        | -                | Sport Huancayo      |
| La Libertad | -       | 1        | -                | Carlos A. Mannucci  |

### Títulos por división
| División | Títulos | Subcamp. | Clubes campeones | Clubes subcampeones                |
| -------- | ------- | -------- | ---------------- | ---------------------------------- |
| 'Liga 1' | 1       | 2        | Sporting Cristal | Sport Huancayo, Carlos A. Mannucci |
| Liga 2   | 1       | -        | Atlético Grau    | -                                  |

## Goleadores por edición
| Edición | Goleador                                                                                                  | Equipo | Goles | |
| ------- | --- | --- | --- | --- |
| 2019    | Carlos Neumann                                                                                            | Sport Huancayo                                                                                            | 6 | |
| 2020    | Suspendida por la Pandemia de COVID-19.                                                                   | Suspendida por la Pandemia de COVID-19.                                                                   | Suspendida por la Pandemia de COVID-19.                                                                   | |
| 2021    | Yorley Mena                                                                                               | César Vallejo                                                                                             | 3 | |
| 2022    | Cancelada por decisión de la Federación Peruana de Fútbol por falta de fechas para disputar sus partidos. | Cancelada por decisión de la Federación Peruana de Fútbol por falta de fechas para disputar sus partidos. | Cancelada por decisión de la Federación Peruana de Fútbol por falta de fechas para disputar sus partidos. | Cancelada por decisión de la Federación Peruana de Fútbol por falta de fechas para disputar sus partidos. |

## Asistidores por edición
| Edición | Asistidor                                                                                                 | Equipo | Asistencias                                                                                               | |
| ------- | --- | --- | --- | --- |
| 2019    | Cristian Souza                                                                                            | Cusco FC                                                                                                  | 3 | |
| 2020    | Suspendida por la Pandemia de COVID-19.                                                                   | Suspendida por la Pandemia de COVID-19.                                                                   | Suspendida por la Pandemia de COVID-19.                                                                   | |
| 2021    | Christian Neira                                                                                           | Unión Comercio                                                                                            | 2 | |
| 2022    | Cancelada por decisión de la Federación Peruana de Fútbol por falta de fechas para disputar sus partidos. | Cancelada por decisión de la Federación Peruana de Fútbol por falta de fechas para disputar sus partidos. | Cancelada por decisión de la Federación Peruana de Fútbol por falta de fechas para disputar sus partidos. | Cancelada por decisión de la Federación Peruana de Fútbol por falta de fechas para disputar sus partidos. |

## Estadísticas Históricas

### Clasificación Histórica
Con 22 puntos, Sporting Cristal y Sport Huancayo igualan en el liderato de la Clasificación Histórica de la Copa Bicentenario entre los 33 equipos que alguna vez participaron en el torneo, aunque se le da más privilegio al conjunto rímense por haber ganado 1 título.
| Pos. |  | Club                 | Temporadas | PJ | PG | PE | PP | GA | GC | +/- | Puntos | Títulos | Mejor Participación                    |
| ---- |  | -------------------- | ---------- | -- | -- | -- | -- | -- | -- | --- | ------ | ------- | -------------------------------------- |
| 1°   |  | Sporting Cristal     | 2          | 9  | 6  | 3  | 0  | 18 | 8  | +10 | 22     | 1       | Campeón                                |
| 2°   |  | Sport Huancayo       | 2          | 9  | 6  | 3  | 0  | 16 | 2  | +14 | 22     | -       | Subcampeón                             |
| 3°   |  | Atlético Grau        | 2          | 11 | 4  | 6  | 1  | 18 | 12 | +6  | 18     | 1       | Campeón                                |
| 4°   |  | UTC                  | 2          | 6  | 4  | 2  | 0  | 6  | 2  | +4  | 14     | -       | Cuartos de final                       |
| 5°   |  | Cusco FC (*)         | 2          | 7  | 4  | 1  | 2  | 13 | 8  | +5  | 13     | -       | Cuartos de final                       |
| 6°   |  | Unión Comercio       | 2          | 7  | 3  | 2  | 2  | 10 | 5  | +5  | 11     | -       | Semifinales                            |
| 7°   |  | Academia Cantolao    | 2          | 8  | 3  | 2  | 3  | 9  | 10 | -1  | 11     | -       | Semifinales                            |
| 8°   |  | Deportivo Municipal  | 2          | 7  | 3  | 2  | 2  | 6  | 9  | -3  | 11     | -       | Cuartos de final                       |
| 9°   |  | Carlos A. Mannucci   | 2          | 8  | 2  | 4  | 2  | 12 | 11 | +1  | 10     | -       | Subcampeón                             |
| 10°  |  | Deportivo Coopsol    | 2          | 9  | 2  | 4  | 3  | 11 | 13 | -2  | 10     | -       | Semifinales                            |
| 11°  |  | Sport Boys           | 2          | 6  | 2  | 3  | 1  | 7  | 5  | +2  | 9      | -       | Cuartos de final                       |
| 12°  |  | Deportivo Binacional | 2          | 5  | 2  | 2  | 1  | 11 | 8  | +3  | 8      | -       | Octavos de final                       |
| 13°  |  | Universitario        | 2          | 6  | 2  | 2  | 2  | 5  | 5  | 0   | 8      | -       | Cuartos de final                       |
| 14°  |  | Univ. César Vallejo  | 2          | 5  | 2  | 1  | 2  | 8  | 8  | 0   | 7      | -       | Octavos de final                       |
| 15°  |  | Los Caimanes         | 1          | 4  | 2  | 1  | 1  | 7  | 7  | 0   | 7      | -       | Octavos de final                       |
| 16°  |  | Alianza Lima         | 2          | 4  | 1  | 2  | 1  | 6  | 7  | -1  | 5      | -       | Fase de grupos/ dieciseisavos de final |
| 17°  |  | Ayacucho FC          | 2          | 6  | 1  | 2  | 3  | 5  | 8  | -3  | 5      | -       | Cuartos de final                       |
| 18°  |  | Alianza Atlético     | 2          | 5  | 1  | 2  | 2  | 3  | 6  | -3  | 5      | -       | Octavos de final                       |
| 19°  |  | Cienciano            | 2          | 4  | 1  | 1  | 2  | 6  | 4  | +2  | 4      | -       | Fase de grupos/ dieciseisavos de final |
| 20°  |  | FBC Melgar           | 2          | 5  | 1  | 1  | 3  | 7  | 6  | +1  | 4      | -       | Octavos de final                       |

(*) En la Edición del 2019, el club Cusco FC participó bajo el nombre de Real Garcilaso.

### Máximos goleadores
El goleador histórico en la Copa Bicentenario es el paraguayo Carlos Neumann con 6 goles y que también posee el récord de goles en una sola edición con la misma cantidad de goles.
| Pos. | Jugador             | G. | Part. | Prom. | Debut | Clubes                                       |
| ---- | ------------------- | -- | ----- | ----- | ----- | -------------------------------------------- |
| 1    | Carlos Neumann      | 6  | 8     | 0.75  | 2019  | Sport Huancayo (6) y Alianza Universidad (0) |
| 2    | Steven Aponzá       | 5  | 8     | 0.62  | 2019  | Coopsol (5) y Sport Chavelines (0)           |
| 3    | Danilo Carando      | 4  | 5     | 0.8   | 2019  | Real Garcilaso (4)                           |
| =    | Jeremías Bogado     | 4  | 5     | 0.8   | 2019  | Deportivo Municipal (4)                      |
| =    | Ronal Huaccha       | 4  | 8     | 0.5   | 2019  | Sport Huancayo (4)                           |
| 6    | Yorleys Mena        | 3  | 2     | 1.5   | 2021  | César Vallejo (3)                            |
| =    | Gianfranco Labarthe | 3  | 3     | 1     | 2019  | Cantolao (3)                                 |
| =    | Jeferson Collazos   | 3  | 3     | 1     | 2019  | Binacional (3)                               |
| =    | Mauricio Montes     | 3  | 3     | 1     | 2019  | Ayacucho FC (3)                              |
| =    | Alejandro Hohberg   | 3  | 4     | 0.75  | 2019  | Universitario (3) y Sporting Cristal (0)     |
| =    | Donald Millán       | 3  | 5     | 0.6   | 2019  | Binacional (3) y César Vallejo (0)           |
| =    | Bernardo Cuesta     | 3  | 5     | 0.6   | 2019  | FBC Melgar (3)                               |
| =    | Renato Espinosa     | 3  | 5     | 0.6   | 2019  | San Martín (2) y Alianza Universidad (1)     |
| =    | Martín Távara       | 3  | 6     | 0.5   | 2019  | Sporting Cristal (3)                         |
| =    | Claudio Velázquez   | 3  | 6     | 0.5   | 2019  | Los Caimanes (2) y Deportivo Llacuabamba (1) |
| =    | Sandro Rengifo      | 3  | 7     | 0.43  | 2019  | Cantolao (3) y Cusco FC (0)                  |
| =    | Raúl Neira          | 3  | 7     | 0.43  | 2019  | Atlético Grau (3)                            |
| =    | 'Javier Nuñez'      | 3  | 10    | 0.3   | 2019  | Real Garcilaso (1) y Carlos A. Mannucci (2)  |